# 4-й Воробьёвский проезд
4-й Воробьёвский проезд — небольшой проезд в Юго-Западном административном округе города Москвы. Спускается с Воробьёвых гор от улицы Косыгина до Воробьёвской набережной. Домов по проезду не числится, ныне о названии проезда напоминает только остановка электробуса 297 на улице Косыгина.

## Происхождение названия
Проезд назван в 1920-е годы, по своему местонахождению на Воробьёвых горах. Номер сохранился от существовавших первоначально шести проездов, которые позднее упразднили.

## История
Проезды возникли в начале XX века в результате застройки небольшими дачными домиками северной стороны тогдашнего Воробьёвского шоссе (ныне — улица Косыгина). «Посёлок из одно-двухэтажных домов между Мамоновской дачей и селом Воробьёвым существовал ещё до Октябрьской революции... За этой дачей по склону к реке стояли небольшие дачи, сдававшиеся на лето внаём. Сейчас здесь размещены различные спортивные учреждения... Теперь между кварталами проходит несколько Воробьёвских и других проездов». Шесть проездов сохранялись до конца 1960-х годов.
Основную массу деревянной застройки ликвидировали в 1960-х годах. Отдельные строения сохранялись до 1980-х годов. В конце 1960-х — начале 1970-х годов на месте 2-го и 3-го Воробьёвских проездов построили особняки для высших руководителей КПСС (ул. Косыгина, д. 8, 10), в одном из которых жил А. Н. Косыгин. Несмотря на официальное упразднение Воробьёвских проездов, фактически сохранились 1-й Воробьёвский проезд (между домами № 6 и 8 по улице Косыгина), и 6-й Воробьёвский проезд (проезд к зданию 3-го отдела ДПС — ул. Косыгина, д. 18).
После создания в 2004 году природного заказника «Воробьёвы горы» на 4-м Воробьёвском проезде установили скамейки, информационные щиты, стенд с образцами пород деревьев, а также обозначили велодорожку. По проезду запретили движение транспорта.

## Транспорт
В середине проезда расположен южный вестибюль станции метро  Воробьёвы горы. В начале проезда расположена остановка «4-й Воробьёвский проезд» электробуса 297.